# Taylor Ball
Taylor Ball (San Antonio, Texas, 28 de diciembre de 1987) es un actor y músico estadounidense, conocido por su papel de Brian Miller en la serie de televisión de comedia Still Standing, y el de Eddie en Eddie's Million Dollar Cook-Off de Disney Channel. Ball también apareció en Walker, Texas Ranger. Desde 2017, forma parte de la banda “Tragic Forms”.

## Filmografía
| Año       | Título                          | Papel            | Notas                    |
| --------- | ------------------------------- | ---------------- | ------------------------ |
| 1999      | Walker, Texas Ranger            | Scout Bisonte #1 | 1 episodio               |
| 2002      | Special                         | Dennis           | Cortometraje             |
| 2002-2006 | Still Standing                  | Brian Miller     | 87 episodios             |
| 2003      | Eddie's Million Dollar Cook-Off | Eddie Ogden      | Película para televisión |
| 2005      | Unscripted                      | Joven director   | 2 episodios              |
| 2015      | Aliment                         | Chico muerto     | Cortometraje             |